# Sbarramento di Fortezza
Lo sbarramento di Fortezza (in tedesco Sperre Franzensfeste) è uno sbarramento facente parte del XIV settore di copertura Isarco del Vallo alpino in Alto Adige, che si trova presso il forte di Fortezza a Fortezza, pochi chilometri a nord della vicina città di Bressanone, in Alto Adige.

## Storia

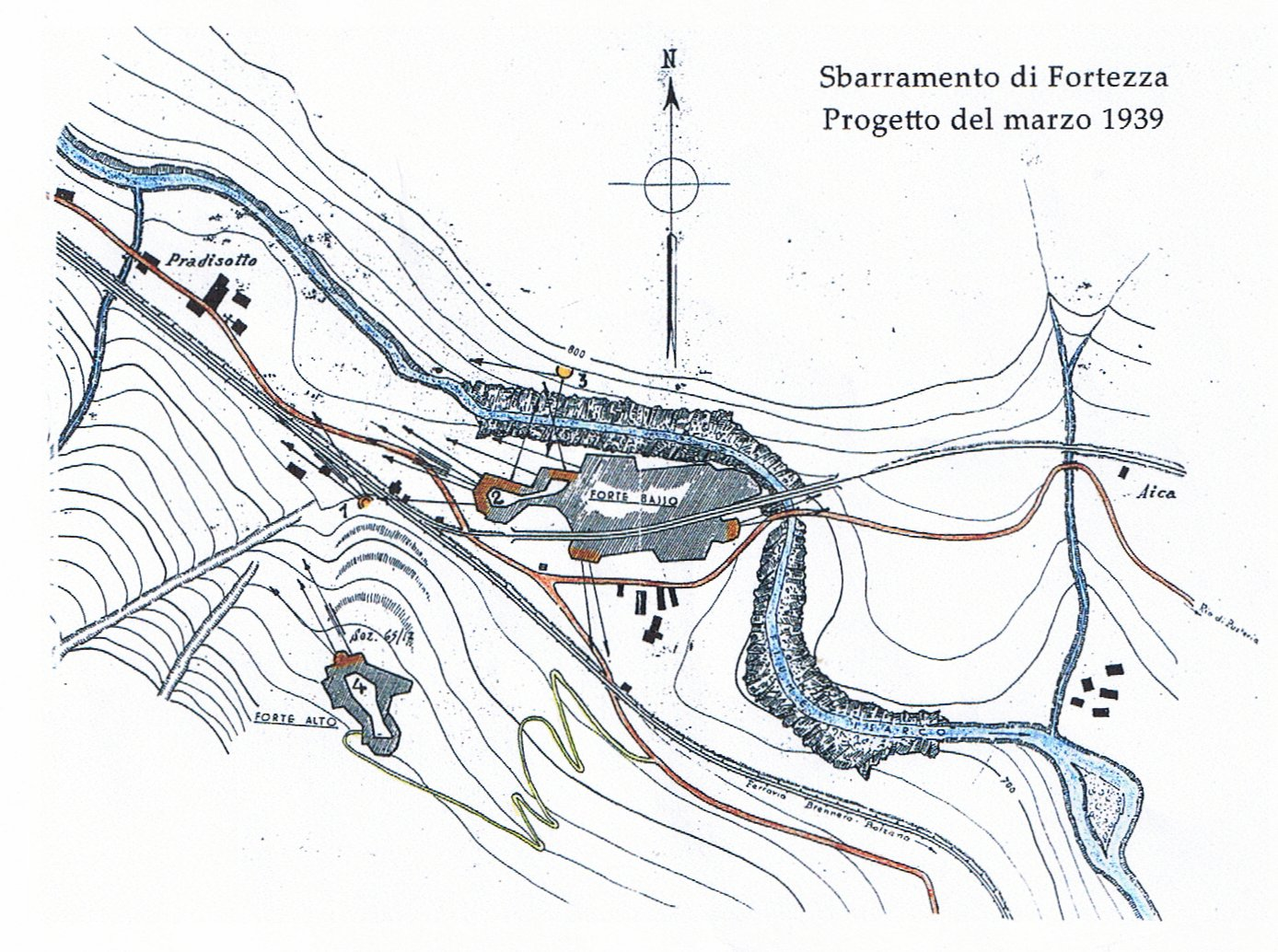
La piantina del progetto iniziale (del 1939)

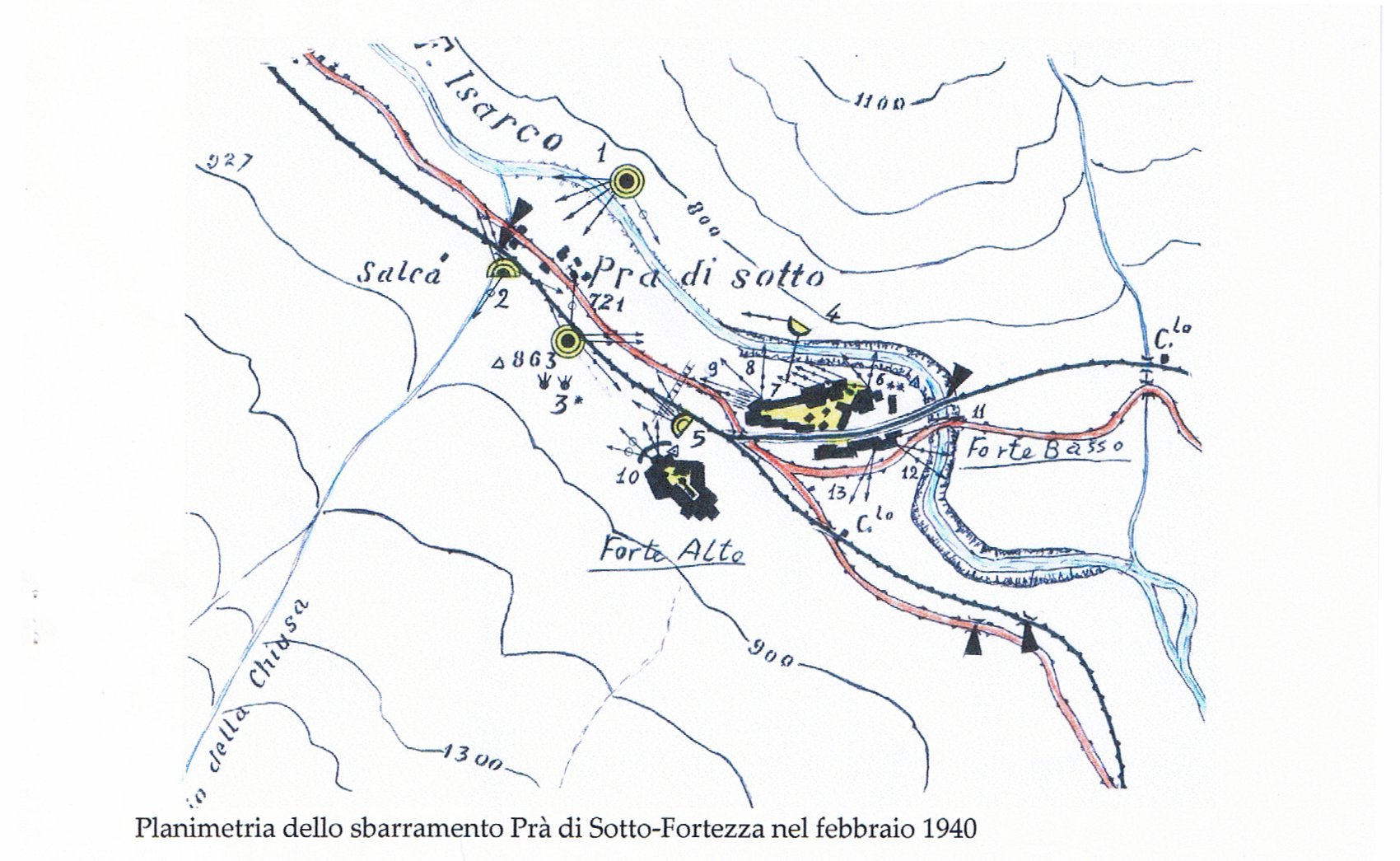
La piantina del progetto successivo (del 1940)

Questo è uno sbarramento arretrato, voluto dal regime fascista, che si prefiggeva anche lo scopo di difendere l'accesso alla città vescovile di Bressanone. Nello specifico questo sbarramento difensivo, facente parte del III sistema, presentava un andamento che partendo dalla Punta di Quaira passava ad est sul monte Bruciato (ted. Brandeck), raggiungendo così lo sbarramento Chiusa di Rio.
A inizio del 1939, questo sbarramento prevedeva l'utilizzo della grande fortezza austro-ungarica, ovvero il forte di Fortezza, dove però le antiche feritoie della fortezza dovevano essere adeguate per poter ospitare le più moderne mitragliatrici o cannoni; in totale era prevista la modifica di 11 feritoie, di cui:
- 9 al forte Basso: 7 mitragliatrici e 2 cannoni anticarro, che tenevano d'occhio la strada statale del Brennero;
- 2 al forte Alto: 1 mitragliatrice e 1 cannone da 65/17.

Al forte Alto era anche previsto l'ammodernamento di uno dei locali per poter ospitare 35 soldati.
Oltre a ciò, per meglio difendere la posizione erano previste altre opere difensive, che rispettassero i dettami della circolare 7000:
- Opera 1: di grandi dimensioni, costruita in calcestruzzo e con una resistenza ai medio calibri. Il suo armamento previsto era di due mitragliatrici e 1 pezzo anticarro con il compito di sorvegliare la ferrovia del Brennero.
- Opera 2: di medie dimensioni, costruita in calcestruzzo e resistente ai piccoli calibri. Il suo armamento previsto era di due mitragliatrici, e doveva aiutare le armi previste nel forte Basso.

Nel 1940, con la nuova circolare 15000, il progetto dello sbarramento venne rivisto; ora si parlava di 11 opere difensive, costruite in calcestruzzo e tutte resistenti ai grossi calibri. In totale l'armamento previsto era di 17 mitragliatrici e 2 cannoni anticarro, il tutto coadiuvato da 2 osservatori in torretta.
In realtà le modifiche della fortezza non vennero mai realizzate; le altre opere, oltre agli appostamenti già costruiti, 2 furono ultimate negli scavi e rivestimenti, mentre la terza venne realizzata la copertura in calcestruzzo.
Lo sbarramento inoltre prevedeva anche una sua difesa passiva, che prevedeva la costruzione di specifici ostacoli sulla sede stradale e sulla ferrovia presso l'Opera 5 e alcune interruzioni ai ponti sul rio della Chiusa (ted. Klausenbach), sul torrente che scende a nord dell'opera 2.
È interessante notare che la progettazione e la realizzazione delle opere è avvenuta prima della costruzione della diga, e della nascita del lago di Fortezza, che è stato costruito nel fondovalle, quindi circondato dai bunker.
Dopo la riattivazione in ambito NATO, allo sbarramento composto di 5 opere, è stato dato il nome in codice Imene. Lo sbarramento aveva assegnati: 7 ufficiali, 14 sottufficiali e 144 soldati di truppa, per un totale di 165 uomini.
Tutte le 5 opere che prima della guerra erano state portate a termine, sono state a loro volta reimpiegate nel dopoguerra dal 1952 al 1992, con un armamento iniziale di 13 mitragliatrici calibro 8 mm (Breda 37), 4 cannoni anticarro (2 da 75/21 e 2 da 90/32L).

## Tabella delle opere dello sbarramento
|         | Tipo           | Fuc. MTR | MTR | Cann A.C. | Cannoni 75/27 | Osserv. | Mortai |
| ------- | -------------- | -------- | --- | --------- | ------------- | ------- | ------ |
| Opera 1 | Grande RCC/CLS | 2        | 5   | -         | -             | -       | -      |
| Opera 2 | Media CLS      | 1        | 3   | -         | -             | -       | -      |
| Opera 3 | Grande RCC/CLS | 1        | 4   | 1         | -             | -       | 2      |
| Opera 4 | Piccola CLS    | -        | 2   | -         | -             | -       | -      |
| Opera 5 | Piccola CLS    | -        | 2   | 1(*)      | -             | -       | -      |
| Totale  | 5              | 4        | 16  | 2         | -             | -       | 2      |

(*) in seguito sostituito da una mitragliatrice.

## Descrizione delle opere dello sbarramento

### Opera 1

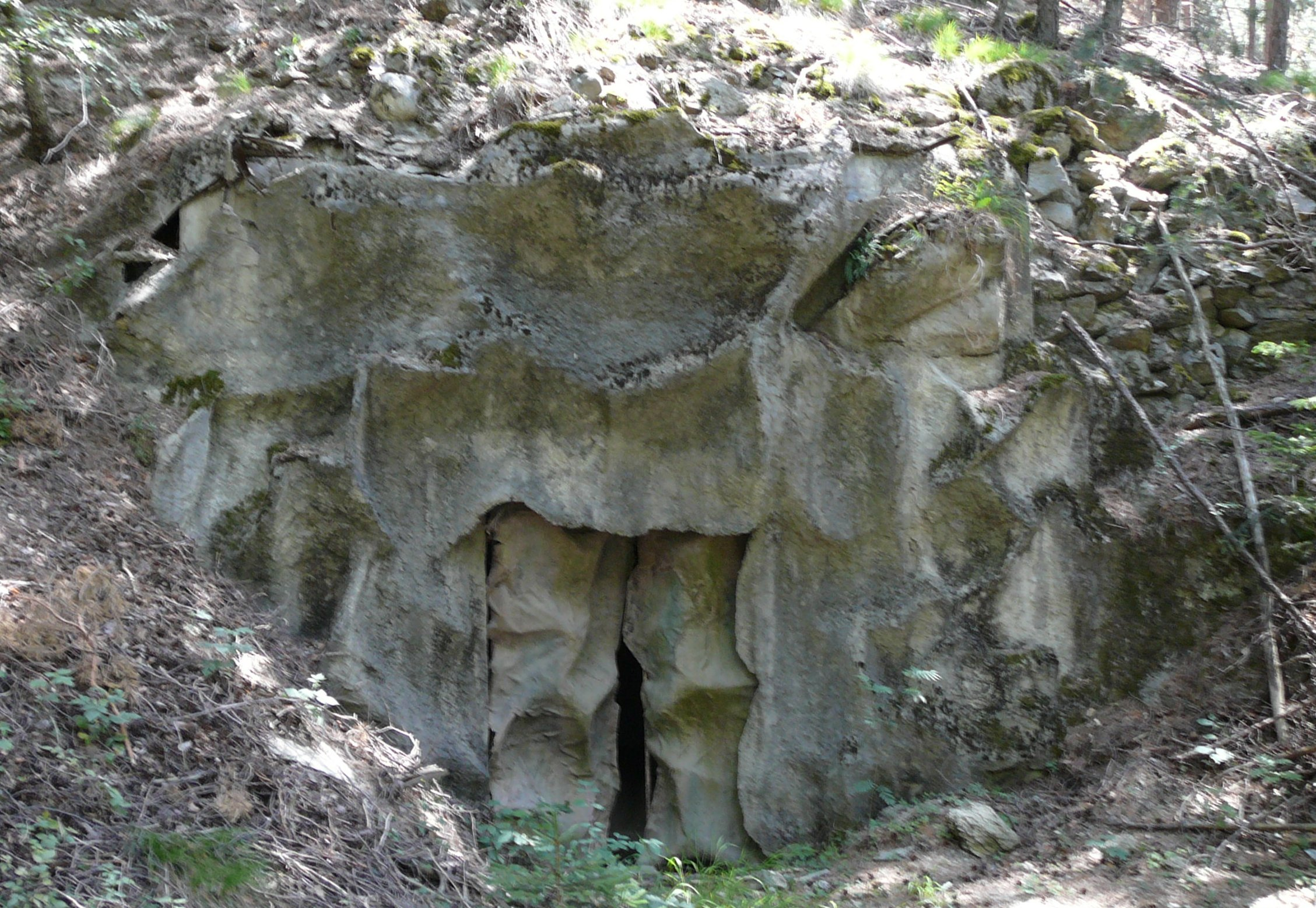
L'ingresso accessibile dell'opera 1

- Come raggiungere l'opera

Dal paese di Fortezza, procedendo in direzione sud, appena fuori dal paese, sulla sinistra si oltrepassa un relativamente nuovo ponticello di legno pedonale, dell'"antica strada romana". Percorrendo la stradina (poco curata e sempre soggetta a frane) in direzione sud, si arriva dopo 300 metri circa, nel punto più alto della ciclabile, dove la staccionata di legno protettiva è interrotta da una sagoma strana: si tratta di una torretta, che è posta a livello della strada (nella direzione del lago). Scendendo quindi lungo il pendio, e seguendo la traccia di sentiero (è anche stato segnato, probabilmente dall'ENEL), si trovano in direzione nord diverse caponiere e feritoie, mentre verso sud, gli ingressi dell'opera.
- Caratteristiche

L'opera si sviluppa di molto in lunghezza, infatti copre una vasta zona al margine del lago di Fortezza. Dei tre ingressi dell'opera, uno è accessibile e si presenta mascherato come se fosse una feritoia, e stranamente è rivolto verso la linea d'attacco (a nord). Gli altri due ingressi invece sono, come tipico, rivolti verso la linea opposta a quella d'attacco (sud), e protetti da una relativa caponiera. Nonostante il grande sviluppo di quest'opera, essa presenta una sola camerata, ma diversi punti per le bocche di fuoco, successivamente riadattati nel reimpiego NATO. L'opera ha anche una torretta, visibile come già detto dalla soprastante antica strada romana.
- Nome in codice (in ambito NATO): Rutino
- Armamento previsto

7 mitragliatrici
- Ingressi

L'opera ha 3 ingressi
- Dati relativi a luglio 2009
- Coordinate geografiche: 46°47′01.47″N 11°37′03.07″E

### Opera 2
- Come raggiungere l'opera

Dall'opera 3, seguendo sulla stessa quota uno stretto sentiero segnato e anche ben battuto, dopo circa 200 metri, all'altezza del palo della linea elettrica, si trova celata l'opera 2.
- Caratteristiche

L'opera, di media grandezza, costruita in calcestruzzo, ha 2 ingressi, ed una caponiera da difesa posta tra i due ingressi. L'opera si sviluppa su due piani, collegati oltre che da una normale rampa di scale, anche da una scala alla marinara rossa. All'interno dell'opera, completamente arredata, sono anche presenti due affustini, e una delle lamiere per evitare che l'umidità, quindi l'acqua, arrivasse sugli affustini dei pezzi e allagasse la camera di combattimento; quindi con un funzionamento simile a quello delle grondaie. Si nota subito come l'impianto di aerazione sia praticamente nuovo e lucido, mantenuto così dalle condizioni dell'opera, così come le porte sono ancora di vernice rossa.
- Nome in codice (in ambito NATO): Caurio
- Armamento previsto

4 mitragliatrici
- Ingressi

L'opera ha 2 ingressi
- Dati relativi a maggio 2009
- Coordinate geografiche: 46°46′48.04″N 11°37′14.72″E

### Opera 3
- Come raggiungere l'opera

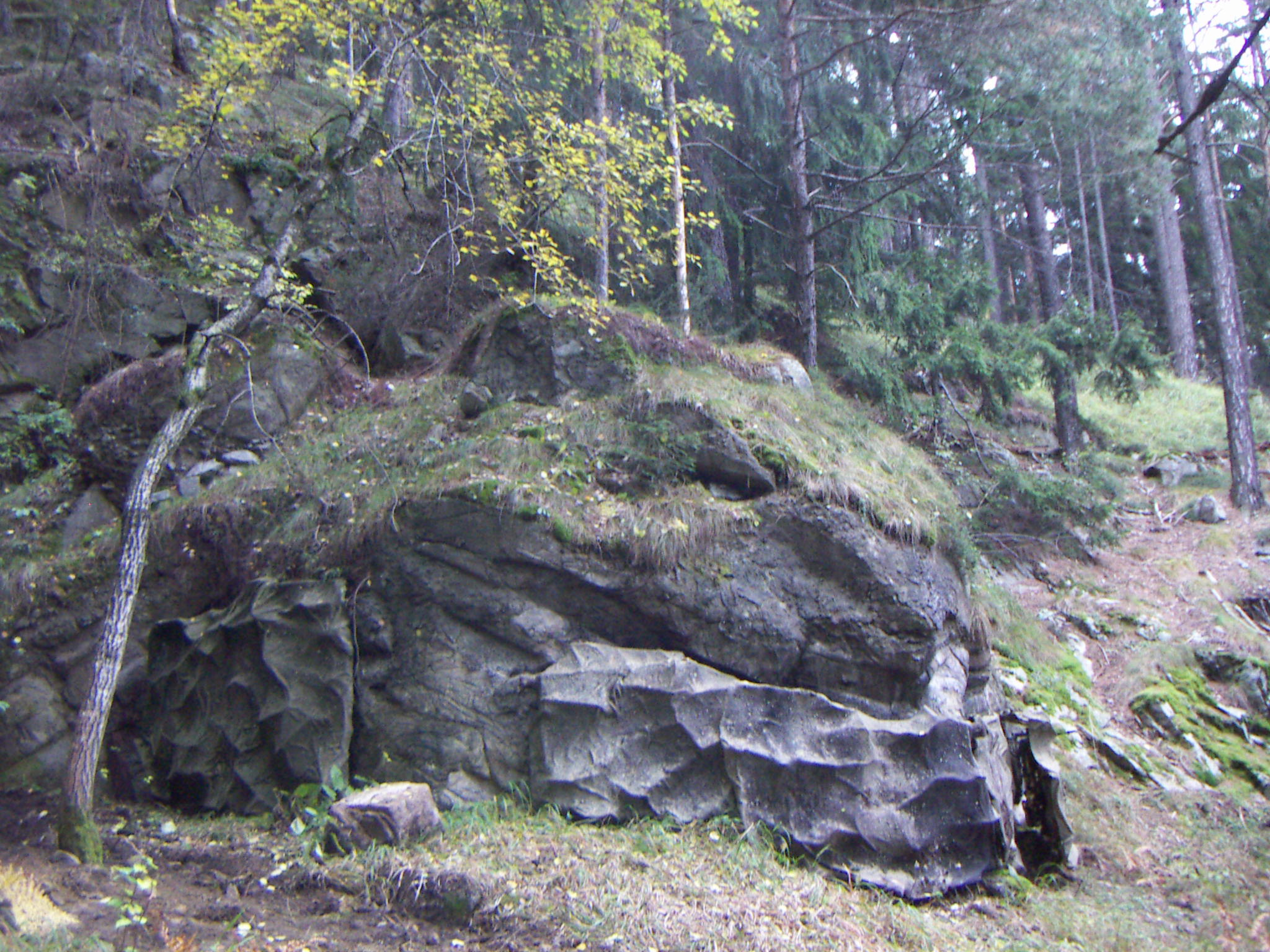
Una feritoia dell'opera 3

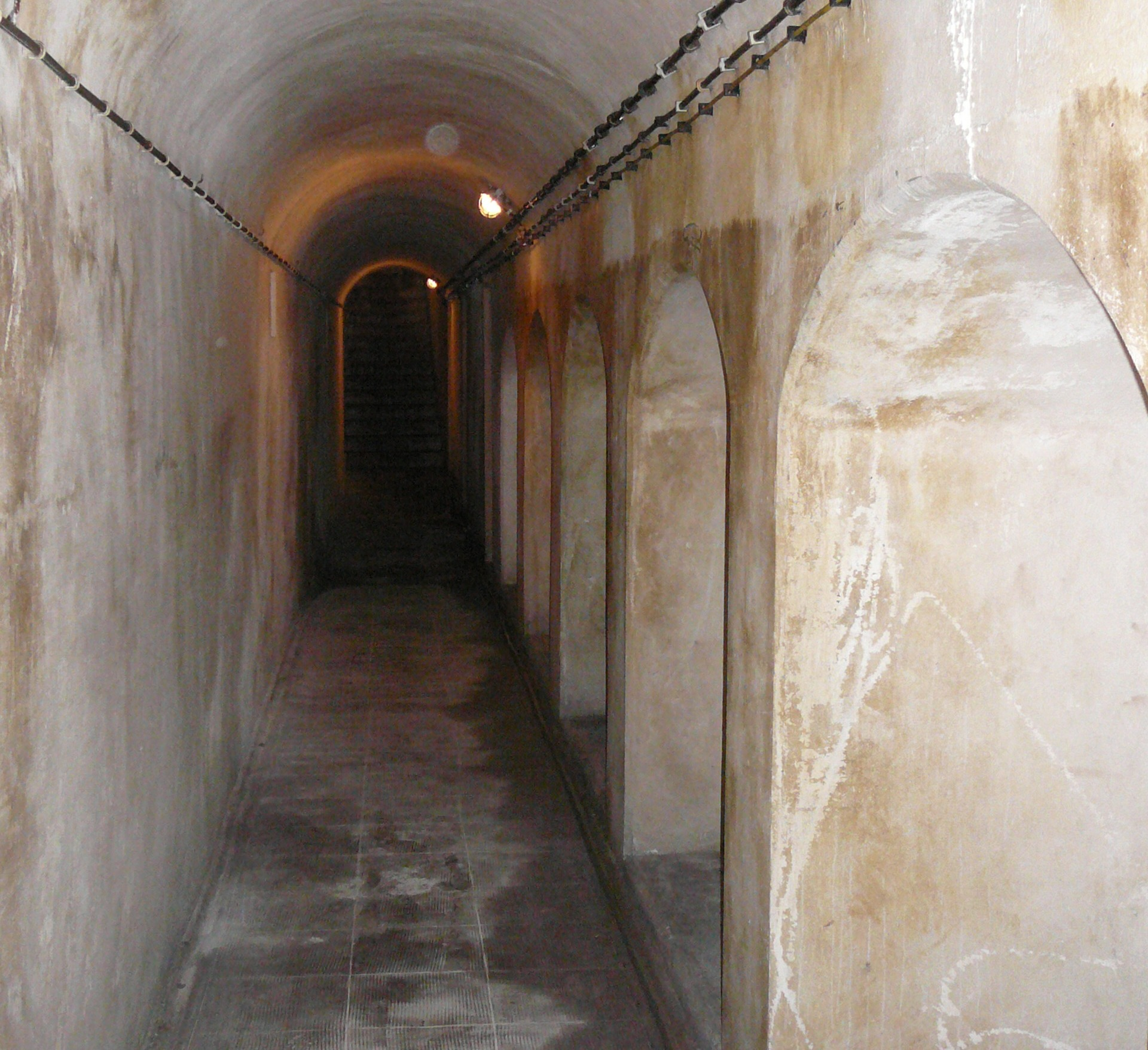
Uno dei corridoi interni dell'opera 3

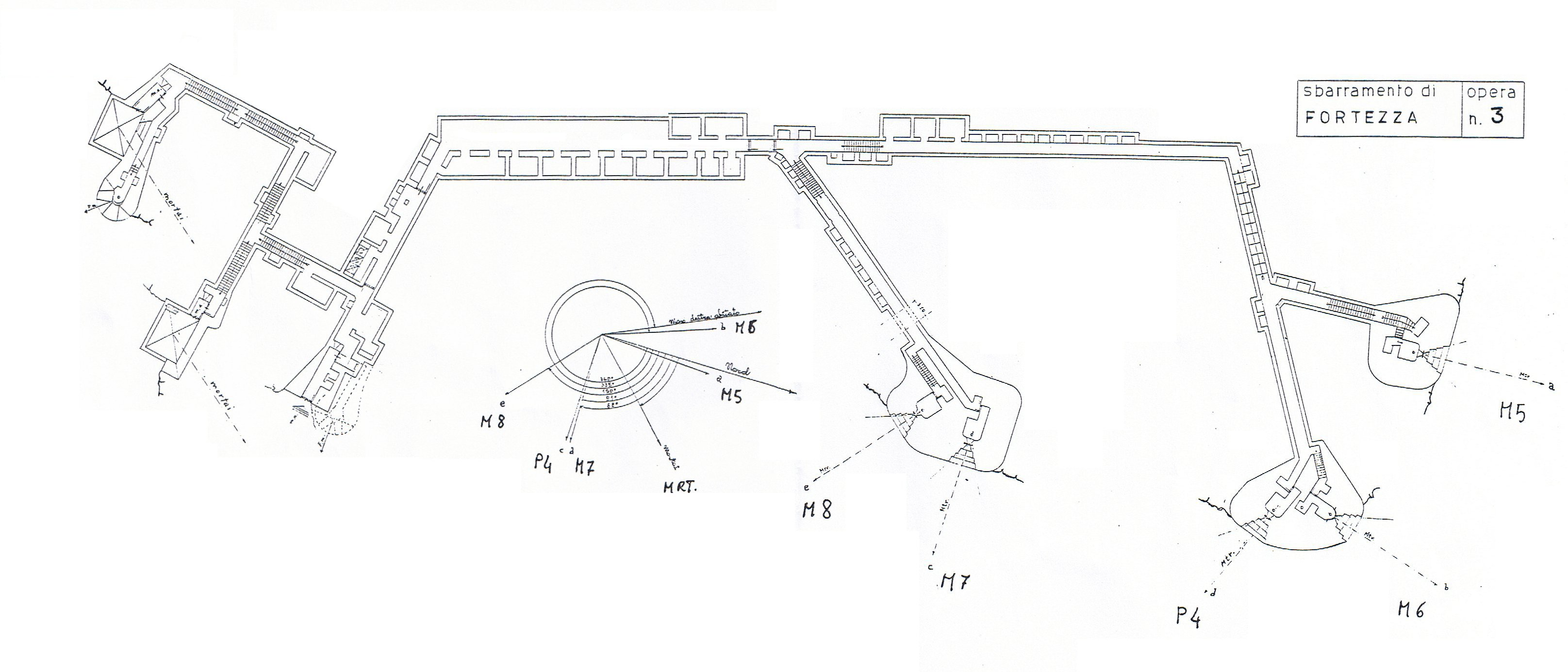
Piantina dell'opera 3

Dall'opera 5, posta lungo la pista ciclabile e sotto un palo dell'alta tensione, si prende il sentierino che porta alla nuova palestra di roccia e quindi al Forte Alto di Fortezza; lo si percorre per 20 metri, e sulla destra, è visibile l'ingresso restaurato dell'opera, anche se un poco mascherato come doveva essere in origine.
- Caratteristiche

L'opera è stata realizzata all'inizio negli anni '40 e riorganizzata negli anni '60 per adeguarla alle mutate esigenze operative. È stata attiva fino al 1992 e chiusa definitivamente il 9 luglio 1993.
Il manufatto è realizzato in calcestruzzo, è quasi completamente interrato e (fino a pochi anni fa) ricoperto da vegetazione. L'opera è lunga 290 m con passaggi sotterranei, disposta su vari livelli e su una superficie di 600 m². Gli ingressi e le postazioni, uniche parti visibili dall'esterno, sono ben mimetizzate con il tipico mascheramento. L'opera era equipaggiata con un cannone controcarro e 4 mitragliatrici su apposito affustino. Il particolare colore blu degli infissi non ha una spiegazione razionale; secondo quanto detto dal comandante dell'opera si usava il colore che era a disposizione, senza pensarci su troppo.
L'opera è stata selezionata tra le 351 opere in Alto Adige, per una ristrutturazione e rivalutazione dalla Provincia autonoma di Bolzano, che ne ha affidato la gestione, dopo lavori di restauro, al comune di Fortezza. I lavori di rinnovamento sono stati effettuati nel 2006, e il bunker-museo è stato inaugurato il 27 marzo 2008 alla presenza del presidente Luis Durnwalder e altre autorità, con un percorso guidato, organizzato dall'associazione Oppidum, che cura anche le visite guidate al forte di Fortezza.
Nel locale dell'ingresso, ovvero dove si trovava la grande camerata addetta a dormitorio, sono stati posti alcuni pannelli che descrivono la storia del bunker, lo sbarramento di Fortezza, la planimetria degli ostacoli e il piano per l'uso dei cannoni e mitragliatrici. Anche le postazioni delle camere di combattimento sono state allestite come dovevano essere in origine. Tutto il bunker è inoltre alimentato a 220 V, ma con lampadine a bassa potenza (per motivi di sicurezza).
Nella parte superiore dell'opera sono presenti due postazioni per mortai esterne (cosa rara nelle opere del Vallo Alpino), previste nel piano di costruzione, ma che non furono ri-utilizzate nel dopoguerra.
- Nome in codice (in ambito NATO): Recco
- Armamento previsto

5 mitragliatrici, cannone anticarro, 2 mortai.
- Ingressi

L'opera ha almeno 3 ingressi, gestiti dall'associazione Oppidum.
- Dati relativi a marzo 2011.
- Coordinate geografiche: 46°46′40.92″N 11°37′20.49″E

### Opera 4
- Come raggiungere l'opera

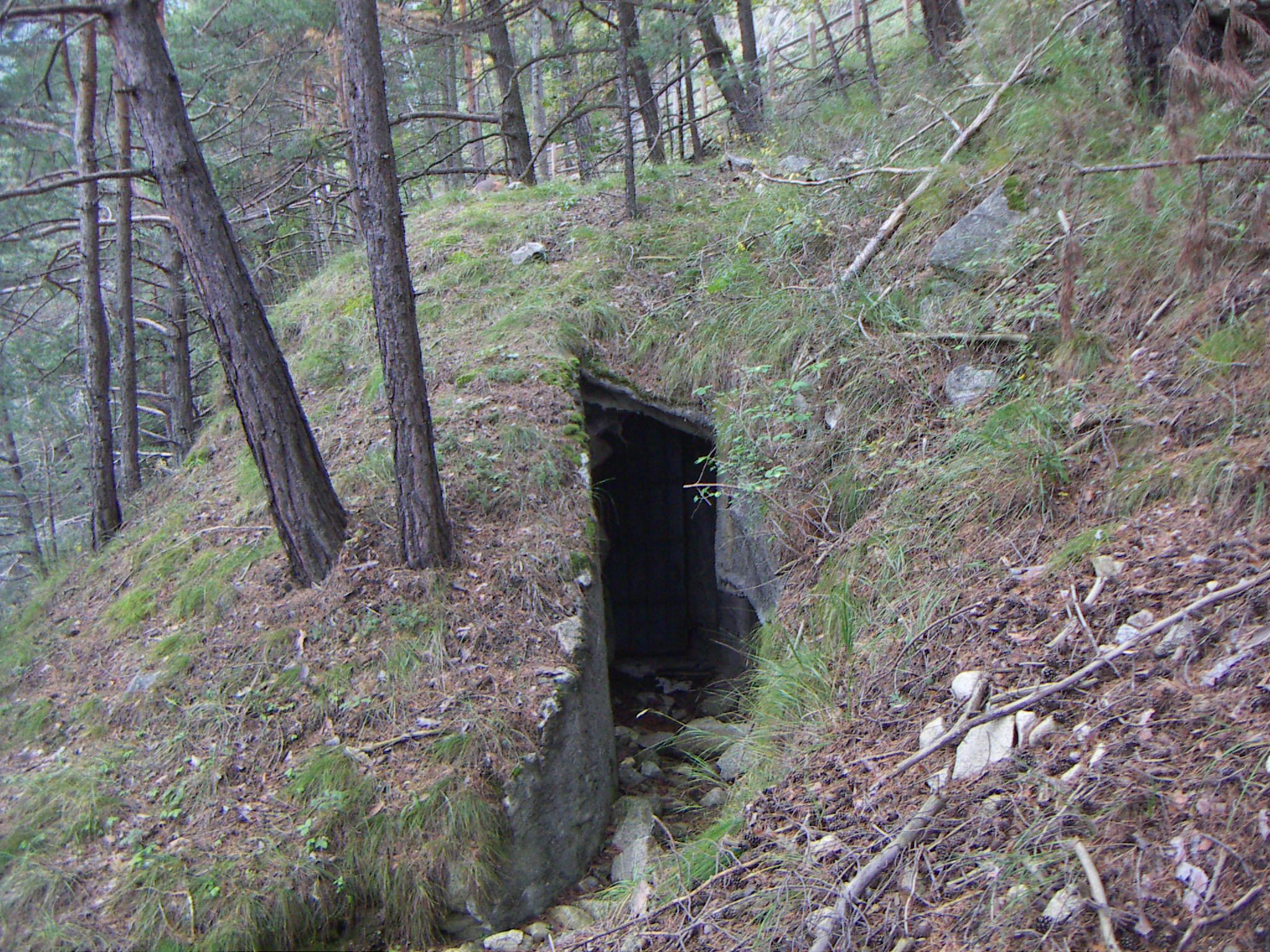
L'ingresso dell'opera 4

Dall'opera 1, si prosegue sempre sulla ciclabile, per ulteriori 500 metri, e nell'ultimo tratto della ciclabile, guardando il Forte di Fortezza, giù dalla scarpata, quindi osservando la diga, si nota la presenza dell'opera 4.
- Caratteristiche

L'opera è piccola e costruita in calcestruzzo, ed è del tutto simile all'opera 5.
- Nome in codice (in ambito NATO): Ponza
- Armamento previsto

2 mitragliatrici
- Ingressi

L'opera ha 1 ingresso.
- Dati relativi a novembre 2006.
- Coordinate geografiche: 46°46′44.22″N 11°37′52.28″E

### Opera 5
- Come raggiungere l'opera

Percorrendo la ciclabile, che da Fortezza va a Bressanone, dopo aver superato un secco tornante in salita (nei pressi della Fortezza), bisogna fare attenzione che si è proprio di fronte all'opera 5, che si trova proprio sotto il palo della linea elettrica.
- Caratteristiche

L'opera è abbastanza piccola, e presenta una struttura del tutto simile all'opera 4. Presenta un centralino telefonico che la mette in diretto contatto con la sola opera 3, posta poco distante. Al suo interno altre alla struttura per porre all'esterno l'antenna, è presente una sola vasca d'acqua.
- Armamento previsto

2 mitragliatrici, 1 cannone anticarro 47/32
- Armamento effettivo

3 mitragliatrici; curioso il fatto che il previsto cannone anticarro fu in seguito eliminato
- Ingressi

L'opera ha 1 ingresso.
- Dati relativi a marzo 2011
- Coordinate geografiche: 46°46′40.74″N 11°37′26.73″E